# Des mains en or (film, 2023)
Ne doit pas être confondu avec Des mains en or.
Pour plus de détails, voir Fiche technique et Distribution.
Des mains en or est un film français réalisé par Isabelle Mergault et sorti en 2023

## Synopsis
François est un écrivain réputé qui va bientôt intégrer la prestigieuse Académie française. Il est marié à Rose, une chirurgienne, et ne fréquente que des personnes riches et haut placées. Mais l'écrivain est rongé par un mal de dos terrible qui le fait souffrir au quotidien.
C'est alors qu'il va croiser par hasard Martha, une « guérisseuse », qui va parvenir à atténuer miraculeusement la douleur. François va alors sentir une véritable dépendance aux mains de Martha, plus efficaces que les antalgiques prescrits par Rose. Une amitié va alors naître entre ces deux personnalités très différentes et issues de deux mondes bien opposés.

### Résumé de l'intrigue sur l'Académie française
L'écrivain normand vient d'être élu académicien. Lors d'un dîner, il propose à ses convives de faire graver sur son épée la devise Nulla dies sine linea. Commandeur de l'ordre des Arts et des Lettres, il essaye l'habit vert qu'il doit se faire confectionner. Il doit préparer son discours de réception, qu'il écrit et répète dans les jardins. Pendant qu'il prononce son discours de réception, il voit que quelqu'un a mal au dos, il est pris de scrupules et part en Normandie rejoindre Martha en laissant son habit vert.

## Fiche technique
Sauf indication contraire, les informations mentionnées dans cette section peuvent être confirmées par les bases de données cinématographiques IMDb et Allociné,  présentes dans la section « Liens externes ».
- Titre original : Des mains en or
- Réalisation : Isabelle Mergault
- Scénario : Isabelle Mergault et Jean-Pierre Hasson
- Musique : Laurent Marimbert
- Décors : Johann George
- Costumes : Cécile Magnan
- Photographie : Jean-Marie Dreujou
- Montage : Véronique Parnet
- Production : Hervé Ruet et Nicolas Duval Adassovsky
- Sociétés de production : Quad Films et Forecast Pictures ; coproduit par France 3 Cinéma
- Société de distribution : Zinc Film (France)
- Budget : 5,9 millions d'€
- Pays de production :  France
- Langue originale : français
- Format : couleur
- Genre : comédie
- Durée : 90 minutes
- Dates de sortie[2] :
  - France : 7 juin 2023

## Distribution
Sauf indication contraire, les informations mentionnées dans cette section peuvent être confirmées par la base de données cinématographiques Allociné,  présente dans la section « Liens externes ».
- Lambert Wilson : François Lecoq
- Josiane Balasko : Martha
- Sylvie Testud : Rose Lecoq
- Jean-Louis Barcelona : Gildas
- Marie Petiot : Blandine
- Béatrice Facquer : Marlène
- Caroline Loeb : Denise
- Laurence Yayel : Jacqueline
- Yann Papin : Jo
- Nicolas Briançon : Antoine
- Teresa Ovídio : Maria
- Norbert Ferrer : Bertrand
- Sissi Duparc : Éliane
- Marie-Julie Baup : Héloïse, l'intervieweuse radio
- Nicolas Lumbreras : l'animateur du LotoBouse
- Guillaume Bouchède : le vendeur de journaux
- Jean-Christophe Brétignière : un académicien
- Philippe Vieux : Michel
- Thierry Gary : le couturier

## Production
Ce film marque le retour d'Isabelle Mergault à la réalisation depuis Donnant, donnant (2010). Elle s'était focalisée sur sa carrière au théâtre. La réalisatrice-scénariste a eu l'idée de départ en se retrouvant sur une route de Normandie :

« En fait, je m’étais perdue sur une route de Normandie, comme dans le film, j’ai vu son affiche, je me suis présentée chez elle et quand je suis sortie je ne boitais plus. J’ai développé une histoire à partir de ce point de départ en ayant envie de confronter deux personnes douées de leurs mains, l’un parce qu’il écrit, l’autre parce qu’elle soigne. Deux personnes qui n’ont pas grand- chose en commun. J’avais envie de faire de cet intellectuel quelqu’un qui devient dépendant d’une rebouteuse. C’est venu comme ça, j’ai écrit très vite, sans plan, j’ai dialogué, sans savoir forcément où j'allais. Sans fin prévue. »

### Tournage
Le tournage a lieu à l'été 2022. Il se déroule dans le Calvados, notamment sur la Côte de Nacre et ses environs (Saint-Aubin-sur-Mer, Luc-sur-Mer et Courseulles-sur-Mer), ainsi qu'en Île-de-France,.

## Accueil

### Accueil critique
En France, le site Allociné donne la note de 2,4⁄5, après avoir recensé et interprété 5 critiques de presse.
Les critiques du Parisien ne sont pas très positives. Pour le site Allociné, ils publient ceci : « On aime beaucoup Isabelle Mergault, personnalité fine et touchante derrière ses airs de fausse nunuche. On aime beaucoup moins son quatrième film en tant que réalisatrice, comédie qui enchaîne les clichés sur la rencontre entre deux mondes, de deux personnalités que tout oppose, de deux contraires qui s’attirent,. »
Par ailleurs, le site Allociné donne une note moyenne des spectateurs de 3,4.

### Box-office
| Pays ou région | Box-office      | Date d'arrêt du box-office | Nombre de semaines |
| -------------- | --------------- | -------------------------- | ------------------ |
| France         | 269 849 entrées | 25 juillet 2023            | 7                  |
| Total mondial  | 1 806 315 $     | -                          | -                  |